# Agelena moschiensis
Agelena moschiensis är en spindelart som beskrevs av Roewer 1955. Agelena moschiensis ingår i släktet Agelena och familjen trattspindlar.
Artens utbredningsområde är Tanzania. Inga underarter finns listade i Catalogue of Life.